# رئیس سازمان سیا
رئیس سازمان سیا (به انگلیسی: Director of the Central Intelligence Agency) مقامی است در ایالات متحده آمریکا که بر اساس قانون (50 U.S.C. § 3036) به عنوان بالاترین مفام سازمان سیا که خود بخشی از جامعه اطلاعاتی ایالات متحده آمریکا است، فعالیت می‌کند. این مقام در جامعه اطلاعاتی ایالات متحده آمریکا پس از اداره کننده جامعه اطلاعاتی آمریکا/رئیس کل تمام جامعه اطلاعاتی در رتبه دوم است. در زمان جینا هسپل سازمان سیا اندکی فعالیت‌هایش را محدود کرده و حتی برخی از پروژه‌های به خصوص امنیت مجازی و اطلاعات فیبرنوری را به سازمان امنیت ملی آمریکا(NSA) واگذار کرد. همچنین بعضی از عملیات‌های برون مرزی را با دیگر سازمان‌های اطلاعاتی آمریکا انجام داده یا رئیس کل این سازمان یا رئیس‌جمهور ایالات متحده آمریکا سازمان دیگری را انتخاب کرده‌اند.
از فوریه ۲۰۱۷، رئیس سیا از اعضای کابینه ایالات متحده آمریکا شد. این وضعیت با شروع دولت بایدن پایان یافت. در ژوئیه ۲۰۲۳ دولت بایدن دوباره رئیس سیا سطح کابینه ایالات متحده ترفیع داد.
وضعیت
| شماره                                            | رئیس                      | رئیس                | دوره کار                      | در دوره رئیس‌جمهور | در دوره رئیس‌جمهور |
| ------------------------------------------------ | ------------------------- | ------------------- | ----------------------------- | ----------------- | ----------------- |
| این جایگاه، جایگزین اداره‌کننده اطلاعات مرکزی شد. |                           |                     |                               |                   |                   |
| ۱                                                |                           | پورتر گاس           | ۲۱ آوریل ۲۰۰۵–۵ مه ۲۰۰۶       |                   | جرج دابلیو. بوش   |
| ۲                                                |                           | ژنرال مایکل هیدن    | ۳۰ مه ۲۰۰۶–۱۲ فوریه ۲۰۰۹      |                   | جرج دابلیو. بوش   |
| ۲                                                | باراک اوباما              | ژنرال مایکل هیدن    | ۳۰ مه ۲۰۰۶–۱۲ فوریه ۲۰۰۹      |                   |                   |
| ۳                                                |                           | لئون پانه‌تا         | ۱۳ فوریه ۲۰۰۹–۳۰ ژوئن ۲۰۱۱    |                   |                   |
| –                                                |                           | مایکل مورل (سرپرست) | ۱ ژوئیه ۲۰۱۱–۶ سپتامبر ۲۰۱۱   |                   |                   |
| ۴                                                |                           | دیوید پترائوس       | ۶ سپتامبر ۲۰۱۱–۹ نوامبر ۲۰۱۲  |                   |                   |
| –                                                |                           | مایکل مورل (سرپرست) | ۹ نوامبر ۲۰۱۲–۸ مارس ۲۰۱۳     |                   |                   |
| ۵                                                |                           | جان برنان           | ۸ مارس ۲۰۱۳–۲۰ ژانویه ۲۰۱۷    |                   |                   |
| –                                                |                           | مرو پارک (سرپرست)   | ۲۰ ژانویه ۲۰۱۷–۲۳ ژانویه ۲۰۱۷ |                   | دونالد ترامپ      |
| ۶                                                |                           | مایک پومپئو         | ۲۳ ژانویه ۲۰۱۷–۲۶ آوریل ۲۰۱۸  |                   | دونالد ترامپ      |
| ۷                                                |                           | جینا هسپل           | ۲۶ آوریل ۲۰۱۸–۲۱ می ۲۰۱۸      |                   | دونالد ترامپ      |
| ۷                                                | ۲۱ می ۲۰۱۸–۲۰ ژانویه ۲۰۲۱ | جینا هسپل           |                               |                   | دونالد ترامپ      |
| –                                                |                           | دیوید کوهن (سرپرست) | ۲۰ ژانویه ۲۰۲۱–۱۹ مارس ۲۰۲۱   |                   | جو بایدن          |
| ۸                                                |                           | ویلیام برنز         | ۱۹ مارس ۲۰۲۱–۲۰ ژانویه ۲۰۲۵   |                   | جو بایدن          |
| ۹                                                |                           | جان رتکلیف          | ۲۳ ژانویه ۲۰۲۵ - اکنون        |                   | دونالد ترامپ      |